# Josef Bacon
Josef Bacon (* 27. März 1857 in Schäßburg, Siebenbürgen, Kaisertum Österreich; † 31. Januar 1941 ebenda) war ein siebenbürgischer Arzt und Museumsgründer.

## Leben
Josef Bacon war Sohn des Landesadvokaten und Reichstagsabgeordneten Joseph Martin Bacon und Therese Bacon, geborene Wenrich. Therese Bacon gründete als eine der ersten Frauenrechtlerinnen ihrer Stadt den Verein für Frauenbildung in Schäßburg. Bacon war eines von zehn Geschwistern, von denen aber sechs bereits im Kindesalter starben. Eine Schwester Bacons war Marie Stritt, die als Mitbegründerin der deutschen Frauenbewegung gilt, sein Schwager war der Opernsänger Albert Stritt (1847–1908). Aus der Ehe mit Elise Reinhardt ging eine Tochter, Elisabeth, hervor, die den Juristen Hans Leicht heiratete und Mutter der Schriftstellerin Elisabeth Hering war.

## Wirken
Von 1883 bis 1925 war Bacon Stadtphysicus von Schäßburg. In dieser Funktion trieb er die sanitäre Modernisierung seiner Heimatstadt voran. Er setzte sich unter anderem für den Bau von Wasserleitungen und eines Epidemiespitals, für Lebensmittelkontrollen, eine Dienstbotenkrankenkasse und ein Ambulatorium für Tuberkulose-Kranke ein.
Als Heimatforscher, Sammler, Ordner und Bewahrer siebenbürgischer Kulturgüter wird er heute vor allem als Museumsgründer geehrt. Als Gründer und ehrenamtlicher Kustos hat Bacon jahrzehntelang das Heimatmuseum „Alt-Schäßburg“ im Stundturm betreut und weiterentwickelt. Dieses Museum besteht heute noch und ist in unmittelbarer Nachbarschaft zum angeblichen Geburtshaus Vlad Drăculea III. ein touristischer Anziehungspunkt in Schäßburg.